# Torre di Kyoto
La Torre di Kyoto (京都タワー?, Kyōto-tawā), nota anche come Kyoto Tower, è una torre panoramica situata nella città di Kyoto, in Giappone. La torre, costituita da lastre d'acciaio, raggiunge un'altezza di 131 metri, rappresentando la struttura più alta della città. Costruita nel dicembre del 1964, si trova di fronte alla stazione di Kyoto.

## Struttura
Contrariamente alla Torre di Tokyo che utilizza un'ossatura metallica, la Torre di Kyoto è costruita in lastre d'acciaio saldate tra loro per creare una forma cilindrica. Questa struttura la rende molto resistente alle catastrofi naturali e può reggere a venti di più 320 km/h così come a terremoti più forti di quello di Kōbe.

Le 800 tonnellate della torre si appoggiano su di un edificio e non direttamente sul suolo. La struttura di questo edificio è concepita per distribuire il peso della torre direttamente sul terreno.

## Costruzione
Ideata da Makato Tanahashi, la costruzione della torre cominciò nel 1963 sull'antica posta della città. Fu terminata nel 1964 in occasione dei Giochi olimpici di Tokyo, per un costo totale di 380 milioni di yen.

## Servizi

### La torre
La torre possiede una piattaforma d'osservazione a 100 metri d'altezza, offrendo così un panorama completo della città e dei suoi numerosi templi. I paraggi della città sono comunque visibili a 30 km a sud ed a nord (con il bel tempo, si possono distinguere alcuni edifici di Osaka). Ci sono anche delle macchine da gioco ed un negozio di souvenir. Alla sua apertura, nel 1964, la piattaforma ha ricevuto 1 milione di visitatori. Nel 1999, questo numero è calato sotto i 400 000.

### L'edificio
L'edificio su cui si poggia la torre è composto da 9 piani ed altri 3 sotterranei, dove si trovano vari servizi.
Il pianterreno ospita un grande magazzino di souvenir, riunendo i prodotti più apprezzati della città.
Un 100-yen shop, magazzino con prodotti a basso prezzo, si trova al 1º piano. Ci sono comunque una libreria ed un centro di cura.
La parte alta dell'edificio (a partire dal 4º piano) è riservata all'hotel della torre (Kyoto Tower Hotel).
Inoltre nel sottosuolo, si trovano delle sorgenti d'acqua calda.

## Controversie
La torre ha suscitato vive reazioni per il suo lato moderno che stona con l'aspetto tradizionale della città di Kyoto. In effetti, le regole di costruzione della città impongono un'altezza massima. La torre, è quindi particolarmente visibile, e molti pensano che non corrisponda all'autenticità di Kyōto e dei suoi templi.

## Galleria d'immagini

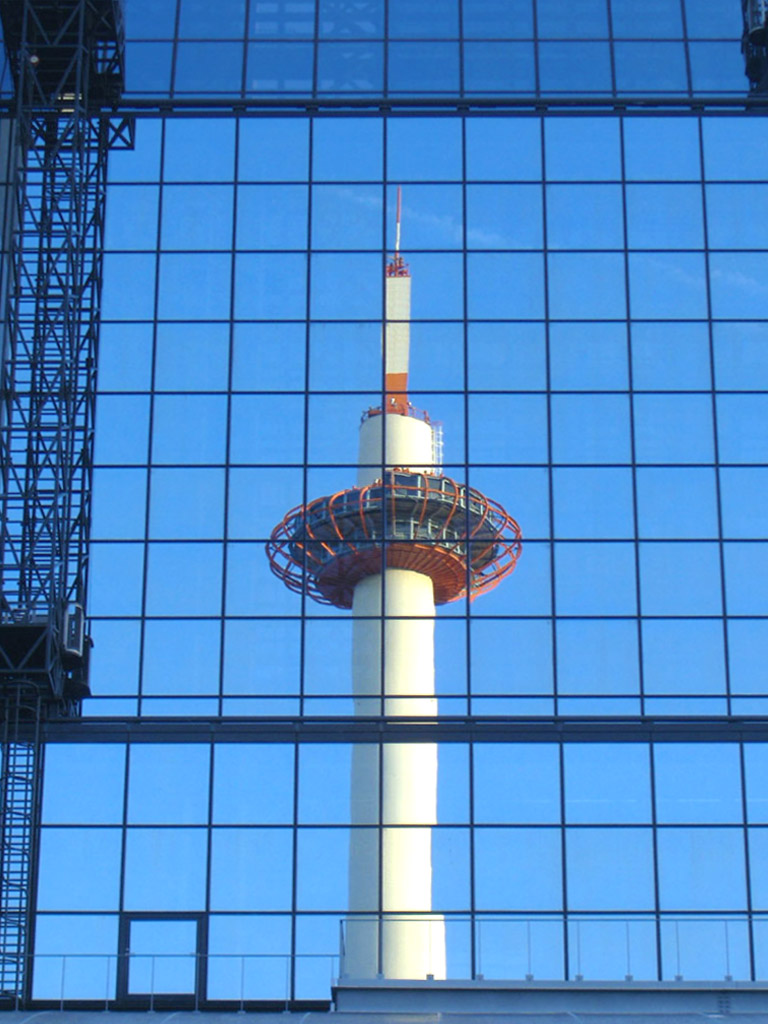
Riflesso della Torre di Kyoto sulla stazione.
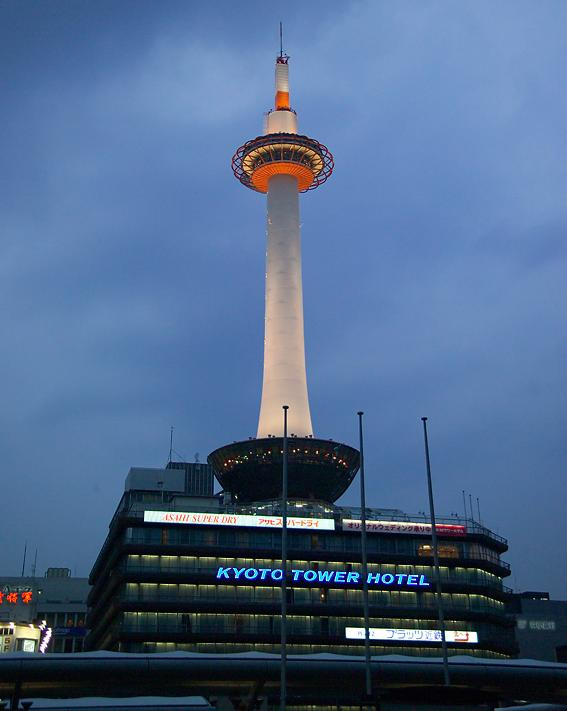
La Torre di Kyoto al crepuscolo.
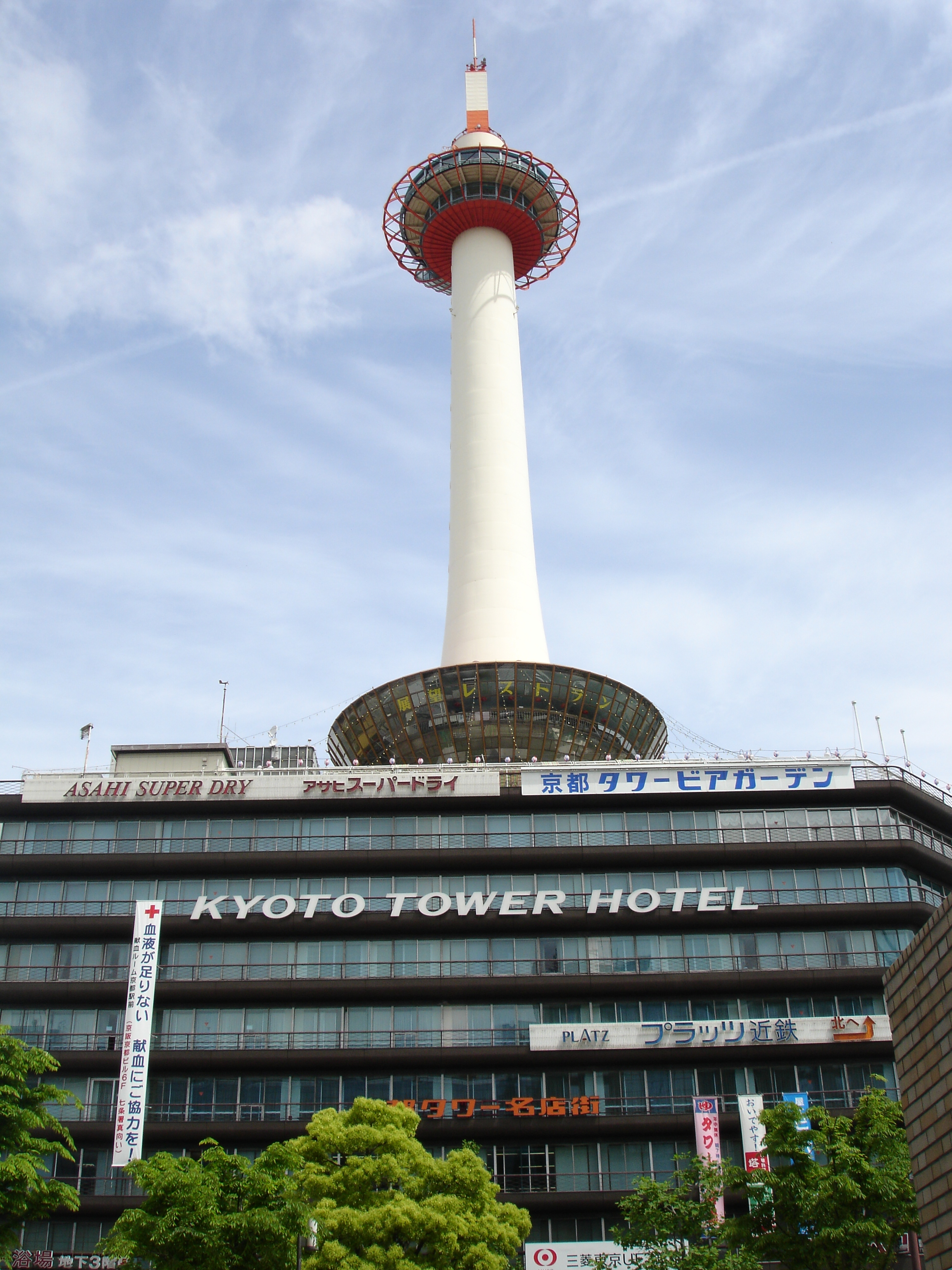
Vista completa della Torre di Kyoto.
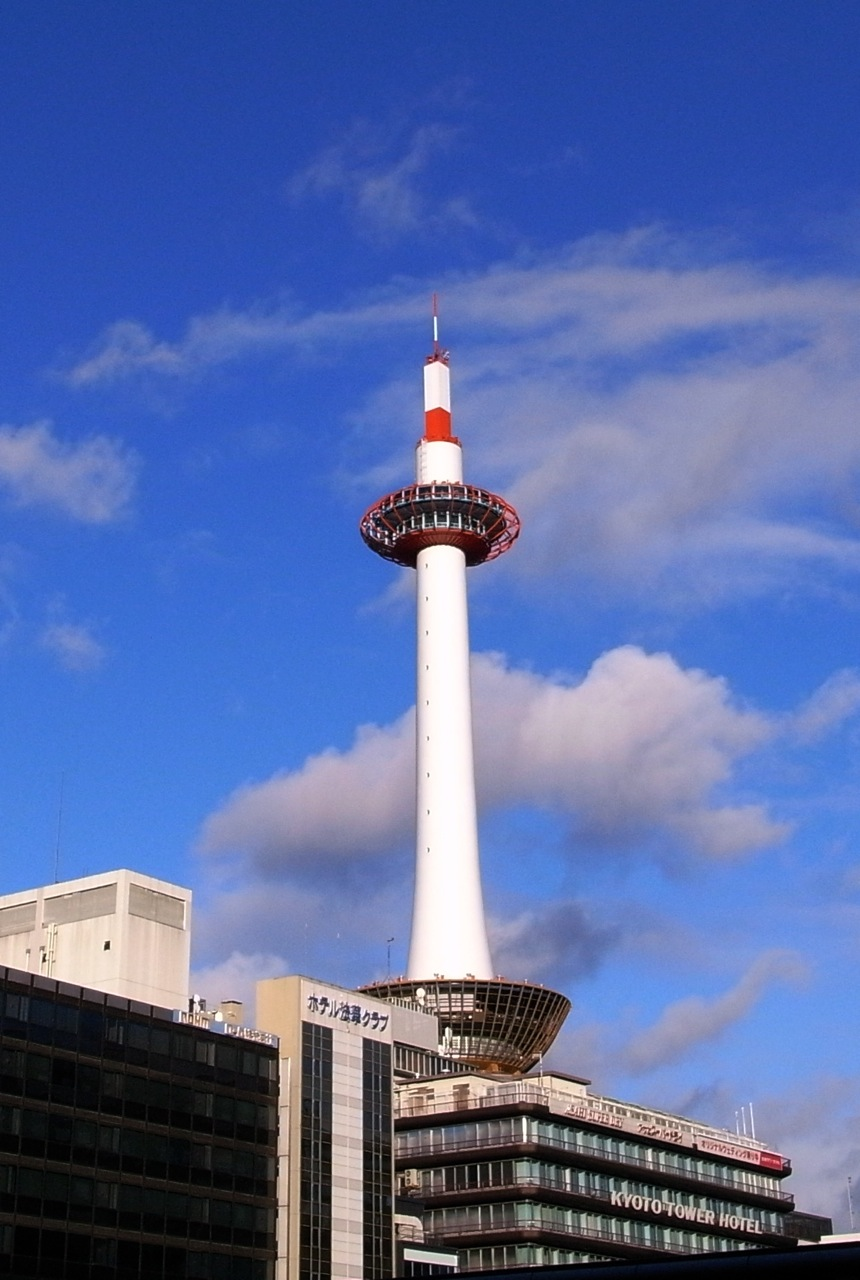
La Torre di Kyoto di giorno.